# Reallexikon zur Deutschen Kunstgeschichte
Das Reallexikon zur Deutschen Kunstgeschichte (RDK) ist ein in alphabetischer Reihenfolge geordnetes Nachschlagewerk in Papierform und in digitaler Form (online).

## Inhalt
Als größte und umfassendste realienkundliche Enzyklopädie auf dem Gebiet der Kunstgeschichte enthält es Artikel aus den Bereichen Architektur, Bildende Künste und Kunsthandwerk, ferner zu Materialien und ihren Verwendungen. Behandelt werden u. a. Werkstoffe, Handwerke und künstlerische Techniken, Bauformen, Bauaufgaben, Möbel und Textilien sowie Bildthemen aus dem Bereich der christlichen und der profanen Ikonografie. Der Schwerpunkt liegt dabei auf den Kunstwerken Mitteleuropas, besonders des deutschen Sprach- und Kulturgebiets. Es behandelt die Zeit vom frühen Mittelalter bis zur Klassischen Moderne.

## Geschichte
Das Lexikon geht auf eine Initiative des Verlegers Alfred Druckenmüller (1882–1967) zurück. 1927 begannen Max Semrau und Otto Schmitt, der die Leitung nach dem Tod Semraus übernahm, die Arbeit an der Universität in Greifswald. Mit der Berufung Otto Schmitts an die Technische Hochschule Stuttgart wurde der Sitz der Redaktion dorthin verlegt, nach seinem Tod 1951 in das Zentralinstitut für Kunstgeschichte (ZI) in München. Seit 1970 wurde das Lexikon vom ZI herausgegeben. Kommissionsverlag war der Verlag C. H. Beck in München. 1937 erschien der erste Band in der J. B. Metzler’schen Verlagsbuchhandlung. Trotz erheblicher Beeinträchtigung durch den Zweiten Weltkrieg wurde bereits 1947 der zweite Band vollendet. Die folgenden Bände zeichneten sich bei Verlangsamung des Erscheinens durch stetig zunehmenden Umfang der Beiträge aus. So enthielt der 1987 abgeschlossene Band VIII bei gleichem Umfang nur noch 37 spaltenreiche Artikel. In den 1990er Jahren begannen daher Überlegungen zu einer Neukonzeption.
2004–2007 wurde in Zusammenarbeit mit der TH Köln am Zentralinstitut für Kunstgeschichte in München im Rahmen eines von der DFG geförderten Forschungsprojekts eine digitale Form der bis dahin im Druck erschienenen Texte erarbeitet („RDK Web“). Im Jahr 2012 wurde beschlossen, die Druckfassung des Reallexikons zur Deutschen Kunstgeschichte nach 116 Lieferungen mit Abschluss von Band X einzustellen und das Lexikon zu einer Online-Plattform weiterzuentwickeln. Die neue Form erlaubt es, außerhalb des alphabetischen Fortgangs zu publizieren und soll interaktive Wissensgenerierung ermöglichen. Die Online-Version wurde 2012–2014 von der Forschungsstelle Realienkunde am Zentralinstitut für Kunstgeschichte in München in Kooperation mit dem Lehrstuhl für Informationswissenschaft an der TH Köln – University of Applied Sciences entwickelt und steht seit Januar 2015 als RDK Labor zur Verfügung.
RDK Labor ist die Online-Plattform zur kunsthistorischen Objektforschung. Neben den Abschriften der bereits im Druck erschienenen Artikel in den Bänden I–IX werden hier neue Artikel aus den Bereichen Architektur, Bildende Künste, Kunsthandwerk und Ikonografie, ferner zu Materialien und Techniken veröffentlicht. Es gibt keine Artikel zu Personen oder Orten.
RDK Labor lädt Wissenschaftlerinnen und Wissenschaftler aus der Kunstgeschichte und den angrenzenden Gebieten ein, die Bearbeitung noch nicht erschienener Artikel zu übernehmen.